# Pekka Herlin
Pekka Aksel Herlin (né le 5 juillet 1932 à Helsinki – mort le 4 avril 2003 à Kirkkonummi) est un industriel finlandais longtemps président de la société Kone Oyj.

## Biographie
Pekka Herlin a fait de Kone Oyj un groupe international.